# 霍爾斯維爾 (密蘇里州)
霍爾斯維爾（英語：Hallsville）是位於美國密蘇里州布恩縣的城市。

## 人口
根據2020年美國人口普查的數據，霍爾斯維爾的面積為4.13平方千米，皆為陸地。當地共有人口1614人，而人口密度為每平方千米391人。